# A. den Doolaard

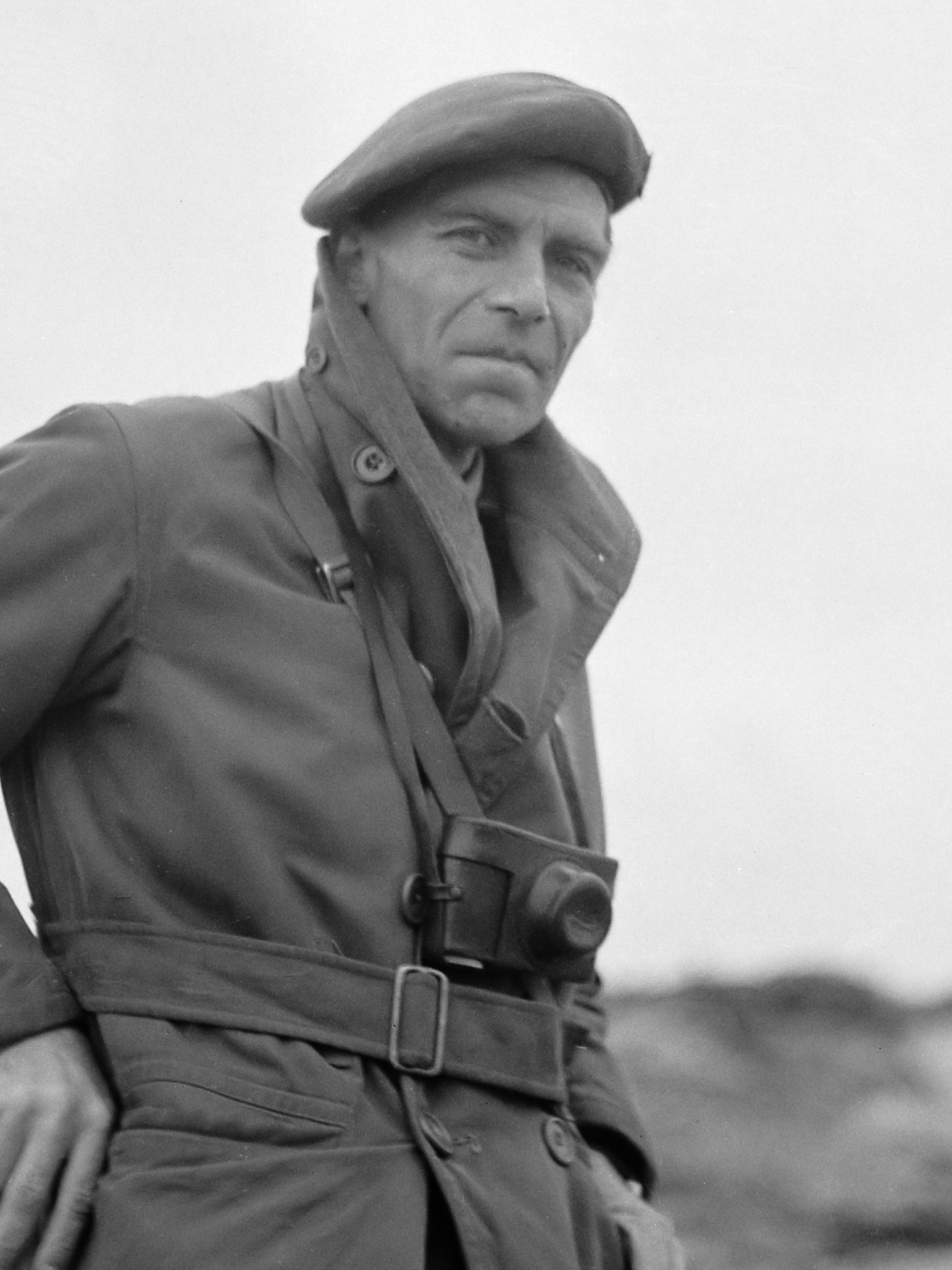
A. den Doolaard (1945)

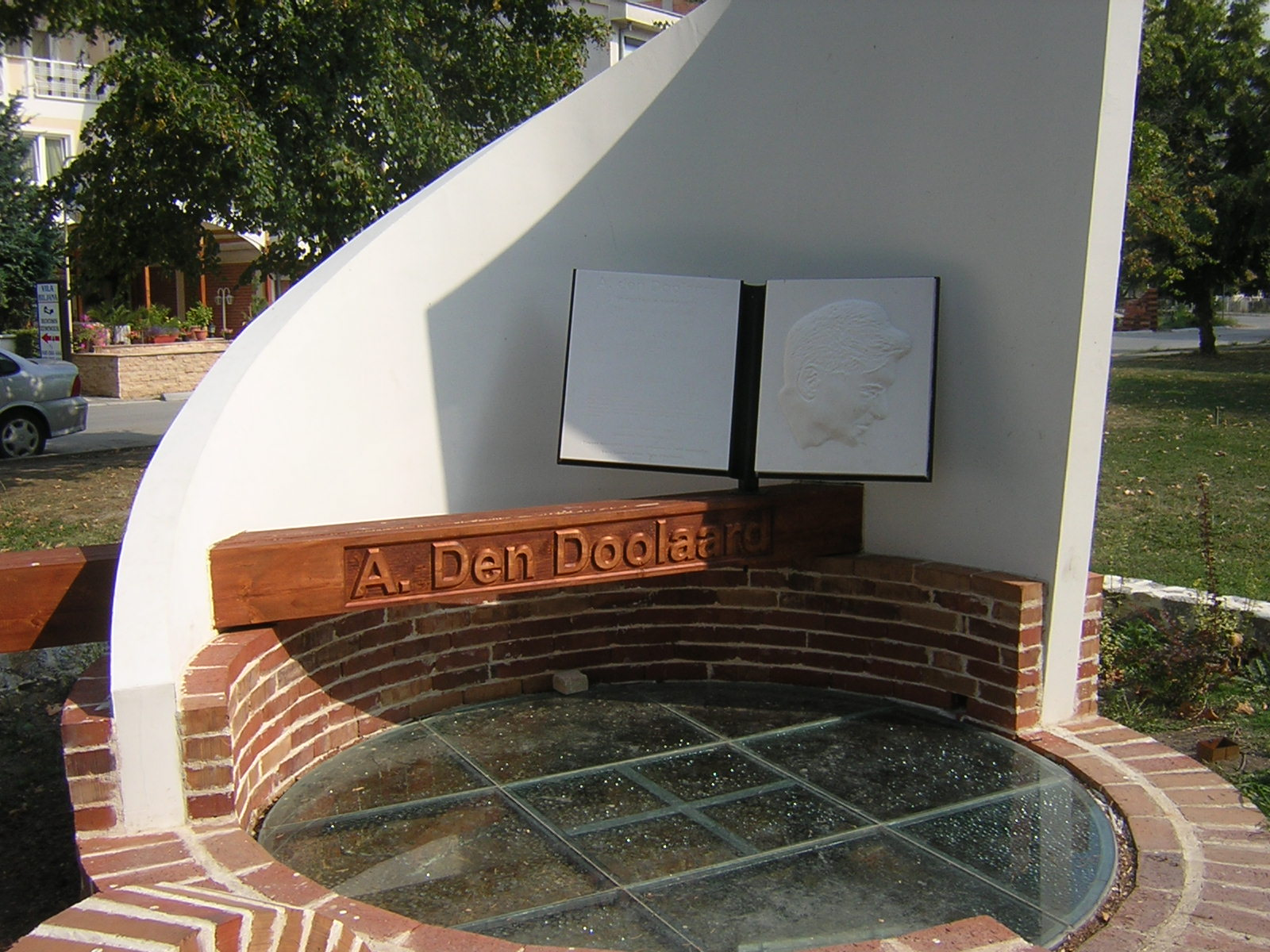
Das A.-den-Doolaard-Denkmal in Ohrid

A. den Doolaard war das Pseudonym des niederländischen Schriftstellers Cornelis Johannes George (Bob) Spoelstra Jr. (* 7. Februar 1901 in Zwolle; † 26. Juni 1994 in Hoenderloo).

## Biographie
Den Doolaard ging in Den Haag in die Schule. Nach dem Tod seines Vaters arbeitete er von 1920 bis 1928 als Buchhalter bei der Bataafse Petroleum Maatschappij. Im Jahre 1926 debütierte er mit De verliefde betonwerker, einem Band vitalistischer Gedichte. 1928 reiste er durch Frankreich und den Balkan, wo er verschiedenen Gelegenheitsarbeiten nachging. Seine Erfahrungen verarbeitete er in Erzählungen und Zeitungsartikeln. Während des Zweiten Weltkriegs lebte den Doolaard im Vereinigten Königreich und arbeitete als Nachrichtensprecher für De Brandaris und Radio Oranje. Nach dem Krieg kehrte den Doolaard in die Niederlande zurück. Seit 1954 lebte er in Hoenderloo.

## Anerkennung in Nordmazedonien
In seinen Büchern Orient-Express und Die Hochzeit der sieben Zigeuner (1956) zeigte den Doolaard ein außergewöhnliches Interesse an Nordmazedonien. Seit Jahrzehnten gehören daher Niederländer zu den häufigsten Touristen in Nordmazedonien. Im Jahre 2006 bekam den Doolaard ein Denkmal in Ohrid.